# (5901) 1986 WB1
Az (5901) 1986 WB1 a Naprendszer kisbolygóövében található aszteroida. Zdenka Vávrová fedezte fel 1986. november 25-én.